# The Strange Case of Mary Page
The Strange Case of Mary Page è un serial muto del 1916 diretto da J. Charles Haydon e interpretato da Henry B. Walthall e da Edna Mayo. In un ruolo minore appare per la prima volta sullo schermo Virginia Valli che in seguito diventerà una delle stelle dell'Universal.

## Produzione

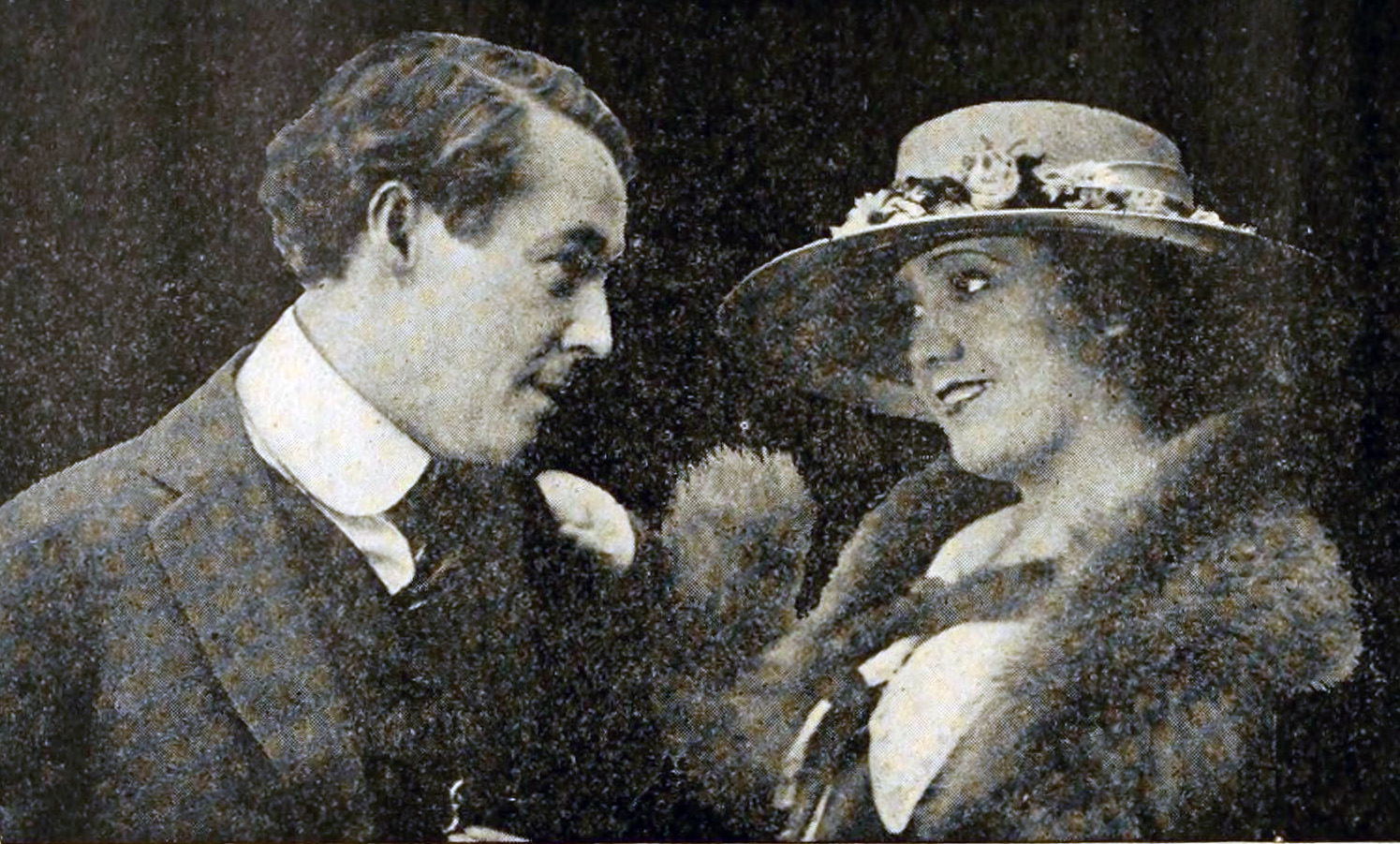
Henry B. Walthall e Edna Mayo

Il film - un serial in 15 episodi - fu prodotto dalla Essanay Film Manufacturing Company.

## Distribuzione
Distribuito dalla General Film Company, il primo episodio del serial uscì nelle sale cinematografiche statunitensi il 24 gennaio 1916. Il film viene considerato presumibilmente perduto
Uscite degli episodi
1. The Tragedy 24 gennaio 1916
2. The Trail 31 gennaio 1916
3. The Web 7 febbraio 1916
4. The Mark 14 febbraio 1916
5. The Alienist 21 febbraio 1916
6. The Depths 28 febbraio 1916
7. A Confession 6 marzo 1916
8. The Perjury 13 marzo 1916
9. The Accusing Eye 20 marzo 1916
10. The Clue 27 marzo 1916
11. The Raid 3 aprile 1916
12. The Slums 19 aprile 1916
13. Dawning Hope 17 aprile 1916
14. Recrimination 24 aprile 1916
15. The Verdict 1º maggio 1916